# 巴拿馬 (伊利諾伊州)
巴拿馬（英語：Panama）是位於美國伊利諾伊州邦德縣和蒙哥馬利縣的一個村落。

## 地理
巴拿馬的座標為39°01′50″N 89°31′25″W / 39.03056°N 89.52361°W，而該地最高點為海拔高度180米（即591英尺）。

## 人口
根據2010年美國人口普查的數據，巴拿馬的面積為0.90平方千米，均為陸地。當地共有人口343人，而人口密度為每平方千米381人。